# Turpuk Sagala
Turpuk Sagala is een bestuurslaag in het regentschap Samosir van de provincie Noord-Sumatra, Indonesië. Turpuk Sagala telt 287 inwoners (volkstelling 2010).